# ホオダレホウカンチョウ
ホオダレホウカンチョウ（Crax globulosa）は、キジ目ホウカンチョウ科ホウカンチョウ属に分類される鳥類。

## 分布
エクアドル東部、コロンビア南部、ブラジル西部、ペルー（マードレ・デ・ディオス県、ロレート県）、ボリビア北部

## 全長
全長82-95cm。翼長オス36-40cm、メス33-36.5cm。全身が緑色の光沢がある黒い羽毛で被われる。
嘴の色彩は黒い。上嘴基部には赤や黄色の瘤がある。
卵は長径9.3cm、短径6.2cm。オスは腹部と尾羽基部の腹面（下尾筒）が白い羽毛で被われる。虹彩は黒褐色。下嘴基部にも瘤があり、上嘴基部の瘤もより大型。メスは上面に腹部と下尾筒が赤褐色の羽毛で被われる。虹彩は明褐色。下嘴基部には瘤がなく、上嘴基部の瘤もより小型。

## 生態
標高300m周辺にある河川や沼の周辺にある湿潤林に生息する。
繁殖形態は卵生。1回に2個の卵を産む。

## 人間との関係
開発による生息地の破壊、食用の乱獲などにより生息数は激減している。

## 画像

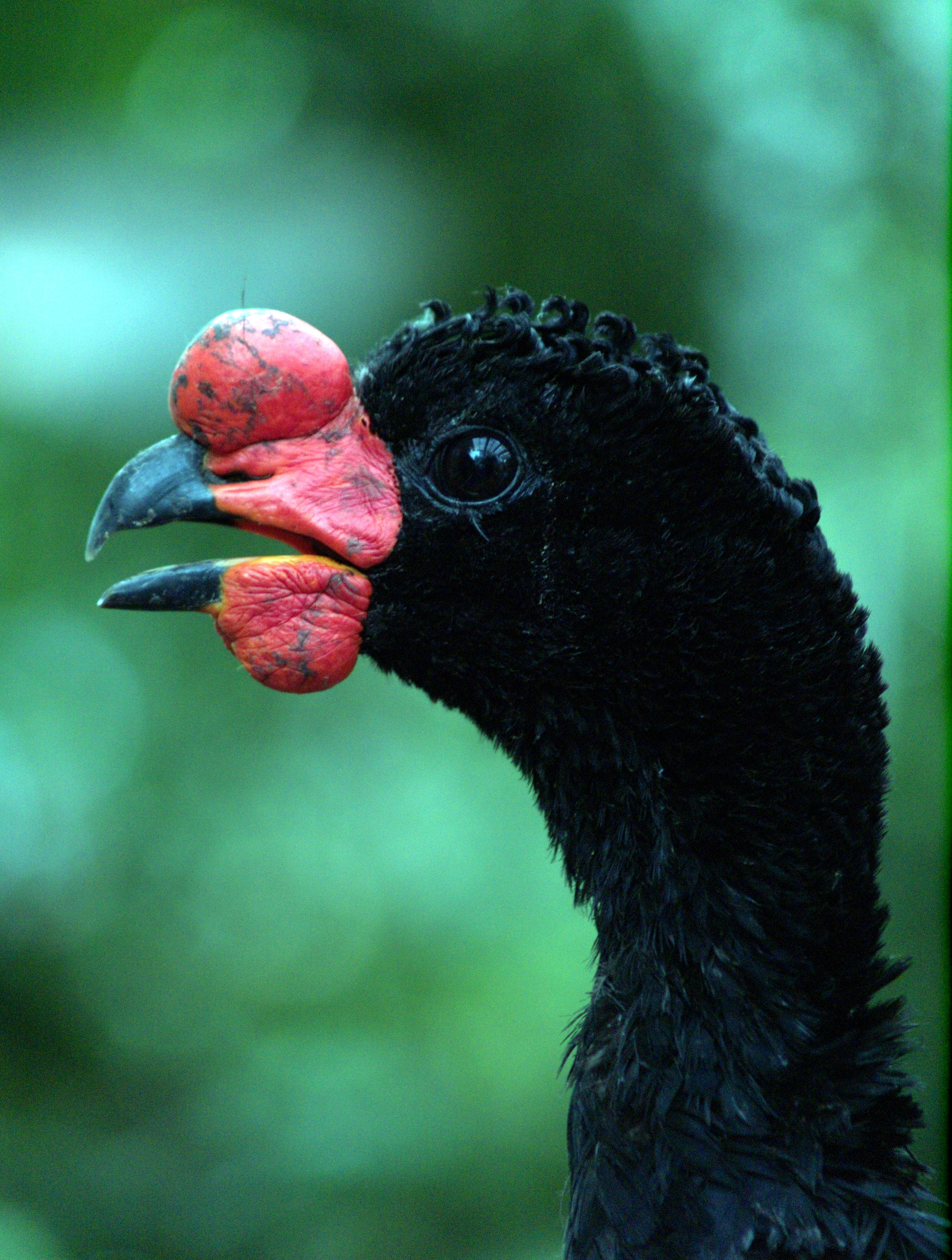
オスの頭部